# 1993 Guacolda
1993 Guacolda este un asteroid din centura principală, descoperit pe 25 iulie 1968 de Herbert Wroblewski.